# Intrigo a Barcellona
Intrigo a Barcellona (Art Heist) è un film thriller d'azione del 2004 diretto da Bryan Goeres e interpretato da William Baldwin, Ellen Pompeo e Abel Folk.
Scritto da Diane Fine e Evan Spiliotopoulos e prodotto da Manual Corbi, è uscito il 13 luglio 2004.

## Trama
Un'esperta d'arte collabora con le autorità dopo il furto di un dipinto prezioso. Quando la situazione inizia a complicarsi, l'ex marito detective decide di darle una mano con le indagini.

## Critica
Intrigo a Barcellona è stato accolto dalla critica nel seguente modo su IMDb il pubblico lo ha votato con 4.3 su 10.

## Distribuzione
Il film è stato prodotto, filmato e poi distribuito in Spagna il 13 luglio 2004. Il 22 marzo 2005 il film è stato distribuito negli Stati Uniti e nel resto del mondo in DVD.